# إشبيل هاملتون غوردون
إشبيل هاملتون غوردون (بالإنجليزية: Ishbel Hamilton-Gordon, Marchioness of Aberdeen and Temair)، مركيزة أبردين وتيمير وسيدة الصليب الأكبر (إيزابيل ماريا مارجوريبانكس قبل الزواج⸵ 15 مارس 1857–18 أبريل 1939) هي مؤلفة بريطانية وفاعلة للخير ومدافعة عن مصالح المرأة. زوجها هو جون هاملتون غوردون، مركيز أبردين وتيمير الأول، ولذلك كانت عقيلة الحاكم العام لكندا من عام 1893 وحتى عام 1898، ولإيرلندا في الفترة الممتدة من عام 1906 إلى عام 1915.

## حياتها المبكرة
وُلدت إشبيل في لندن، وهي الابنة الثالثة لبارون تويدماوث الأول وإيزابيلا وير هوغ (ابنة السير جيمس وير هوغ). تلقت تعليمًا جيدًا باللغات الإنجليزية والفرنسية والرياضيات والتاريخ والجغرافيا، وكانت طالبة جيدة إلى الحد الذي جعل مدرسها يوصي بالتحاقها بالكلية. ومع ذلك، شارك والد الليدي أبردين الرأي السائد بأن الجامعة لم تكن مكانا للمرأة. ولكن ما حدث بدلاً من ذلك هو استمرار تلقيها للتعليم في المنزل، حيث أقام والداها المناسبات الاجتماعية والتقت بالسياسيين المشهورين آنذاك. ساهمت هذه التجربة في إعدادها لمدة طويلة من المشاركة السياسية.
بعد تعارف دام ستة أعوام، تزوجت إشبيل من جون كامبل هاملتون غوردون، إيرل أبردين السابع (مركيز أبردين وتيمير الأول لاحقًا)، في 7 نوفمبر 1877 في كنيسة سانت جورج، شارع سانت جورج، هانوفر سكوير، لندن. أنجب الزوجان أربعة أطفال: جورج (1879) ومارجوري (1880) ودودلي (1883) وأرتشيبالد (1884).

## نشاطها الاجتماعي في إنجلترا وإسكتلندا
كان جورج هاملتون، اللورد أبردين، ليبراليًا وعضوًا في مجلس اللوردات، ودعمته إشبيل، الليدي أبردين، باستضافة المناسبات الاجتماعية. وسرعان ما أسست حياتها السياسية كناشطة بسبب ذكائها وحزمها. وبسبب الالتزامات السياسية، جزأت الأسرة وقتها بين لندن وممتلكاتها الإسكتلندية في أبردينشاير. أطلقوا اسم هادو هاوس على منزلهم، ومن هناك بدأت الليدي أبردين انخراطها في الاصلاحات الاجتماعية. نظمت ناديًا للأسر الذي عقد دروسًا للخدم لتعلم الغناء والنحت والقراءة وأنشطة أخرى. كثيرًا ما حضر آل أبردين مناسبات خدمهم الاجتماعية واجتماعاتهم، وأُشيع في مجتمع لندن أنهم كانوا يتناولون الطعام معًا. ومولوا مدرسة محلية ومستشفى، إذ كانت الرعاية الصحية قضيًة دعمتها الليدي أبردين طيلة حياتها.
امتد نفوذ الليدي أبردين إلى ما وراء ممتلكاتها. وأنشأت جمعية أون ووردز اند أب ووردز، التي وفرت للفتيات العاملات دورات بريدية عن مواضيع تتراوح بين الجغرافيا والأدب والعلوم المنزلية. وامتد هذا البرنامج من أبردينشاير ليضم آلاف العاملين. وفي عام 1883، أصبحت أول رئيسة لاتحاد السيدات في أبردين، وهي منظمة عنت برفاهية الشابات اللاتي يقطن في المدن. تولت لجنة للهجرة اختيار نساء ملائمات وقدمت الرعاية لهن للانتقال للمستعمرات، وخاصة في كندا. وكانت الليدي أبردين رئيسة الاتحاد النسائي الليبرالي الذي دعا إلى حق المرأة في التصويت.

## وقتها في كندا
في عام 1893، عُيّن لورد أبردين حاكمًا عامًا لكندا، وهو منصب شغله حتى عام 1898. لم يكن آل أبردين غرباءً عن البلاد، إذ زاروها عدة مرات من قبل أثناء جولتهم عبر كندا في عام 1890، حتى أنهم ابتاعوا منزلًا في كولومبيا البريطانية. وفي نفس الزيارة عبروا البراري، وفوجئت الليدي أبردين بنمط حياة الرواد الصعب والمنعزل. أسست جمعية أبردين لتوزيع الأدب الجيد على المستوطنين في الغرب، والتي أرسلت للمستوطنين حزمًا من الكتب والمجلات.
انهمكت الليدي أبردين في دورها كزوجة للحاكم العام. واستضافت العديد من المناسبات الاجتماعية الشعبية، مثل المهرجانات الشتوية والحفلات التنكرية، وكانت أكثر مشاركة على المستوى السياسي مقارنةً بسابقاتها. سافرت على نطاق واسع، وحضرت أحداثًا وجمعت معلومات لزوجها. وكانت تقدم له المشورة بانتظام، وعلقت الصحف (في بعض الأحيان بشكل انتقادي) بأنها بدت وكأنها كانت تتمتع بالسلطة في علاقتهما.
في عام 1893، وهو العام الذي وصلت فيه إلى كندا، عُينت الليدي أبردين كأول رئيس للمجلس الدولي للمرأة، وهي منظمة تضطلع في تنظيم حملات من أجل حقوق المرأة. وبناء على ذلك، نظمت المجلس الوطني للمرأة في كندا وجابت البلاد لتأسيس الفروع المحلية. كانت أديلايدي هودليس أحد النشطاء الذين عملت معهم، والتي تابعت تأسيس معهد المرأة.
كانت الليدي أبردين الراعي الأول لجمعية الفنون النسائية في كندا، والتي تأسست في عام 1892. وكان تأسيس نادي ماي كورت من الجهود الأخرى التي بذلتها، وهو جمعية مكنت الشابات ميسورات الحال من القيام بالأعمال الخيرية. وكان نظام الممرضات الفيكتوري من بين المنظمات الرئيسية التي ساهمت في تأسيسها، والذي يهدف إلى منح النساء تدريبُا أفضل ودخلًا أعلى كي يتسنى لهن تقديم الخدمات إلى سكان الريف والمحرومين. كان لا بد أن تتخطى الليدي أبردين وأنصار المجموعة مقاومة المجتمع الطبي قبل استلام الميثاق الملكي للمنظمة في عام 1898. وفي نفس العام، عاد اللورد والليدي أبردين إلى إنجلترا.

## وقتها في أيرلندا
انتمى اللورد أبردين إلى الحزب الليبرالي، وعندما استعاد السلطة في البرلمان في عام 1906 عُيّن في منصب اللورد الملازم أول من أيرلندا للمرة الثانية. وسبق له أن كان اللورد الملازم الأول، أو نائب الملك، لما يقارب ستة أشهر في عام 1886. خلال تلك الفترة، شجعت الليدي أبردين الحرف الأيرلندية وأصبحت رئيسًا لجمعية الصناعات الأيرلندية.
دامت فترة ولايتهم الثانية في أيرلندا من عام 1906 إلى عام 1915، وركزت في هذا الوقت على الرعاية الصحية والرفاه الاجتماعي. ضلعت الليدي أبردين مع المنظمات الطبية مثل جمعية الصحة الوطنية النسائية في أيرلندا التي عنيت بمعالجة مرض السل والوقاية منه وتحسين صحة الأطفال. يُخلّد اسمها في جادة الليدي إشبيل، وهي  جزء من موقع مستشفى بيلفوار بارالسابق في جنوب بلفاست.
في عام 1911، كانت أول رئيس لجمعية الإسكان والتخطيط المدني في أيرلندا، حيث دعت إلى تحسين السكن والأماكن العامة لمعالجة الفقر المتفشي. وسُميّت أكواخ الليدي أبردين في مولينغار تيمنًا بها. رغم أنها حظيت بشعبية لا بأس بها خلال فترتها الأولى في أيرلندا، إلا أنها واجهت استقبالًا مختلفًا عقب عودتها.
بحلول عام 1906، تصاعدت المشاعر القومية بشكل ملحوظ في أيرلندا، وأصبحت صِلاتها ببريطانيا معقودة ضدها. وعلاوة على ذلك، عنى حزمها بأن يكون لها أسلوبها الخاص أنها لم تكن تكترث للمنظور الأيرلندي.

## حياتها اللاحقة
تقاعد اللورد والليدي أبردين وانتقلا إلى منزلهما في إسكتلندا، إلا أنهما استمرا بالانخراط في القضايا الاجتماعية. وكتبا معًا مذكرة وي توا التي نُشرت في عام 1925 وحظيت باستقبال إيجابي وأعقبها عدة نسخ موسعة. حرر جون سيويل المجلة الكندية لليدي أبردين، 1893–1898، ونشرتها جمعية شامبلين في عام 1960، بعد وفاتها. وفي عام 1931، قدمت السيدة أبردين إلى الجمعية العامة لكنيسة إسكتلندا التماسًا من 336 امرأة يُطالبن فيه بترسيم النساء في وزارة الكنيسة ومشيختها ورتبة الشماسية. أسفر عن ذلك إنشاء لجنة خاصة أوصت بوجوب ترسيم النساء فقط في رتبة الشماسية. ولم تقر كنيسة إسكتلندا إلا في عام 1968 القوانين التي تسمح للنساء بأن يصبحن من المشايخ أو أن ينضممن إلى الوزارة. استمرت الليدي أبردين في شغل منصب رئيس المجلس الدولي للمرأة حتى عام 1936. وتوفيت نتيجة أزمة قلبية في 18 أبريل 1939 في غوردون هاوس في روبيسلاو، أبردين.